# 蘇丹尼耶

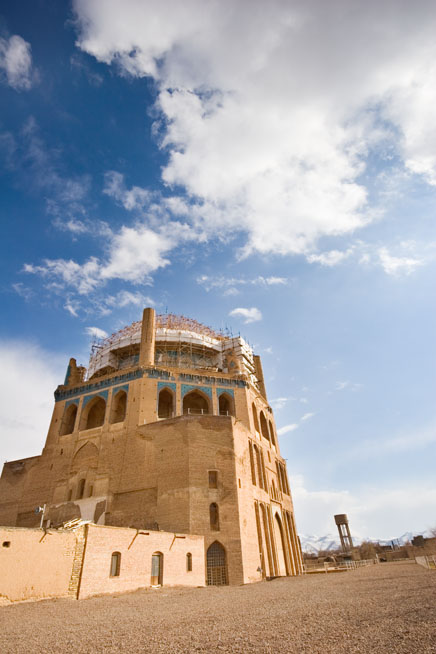

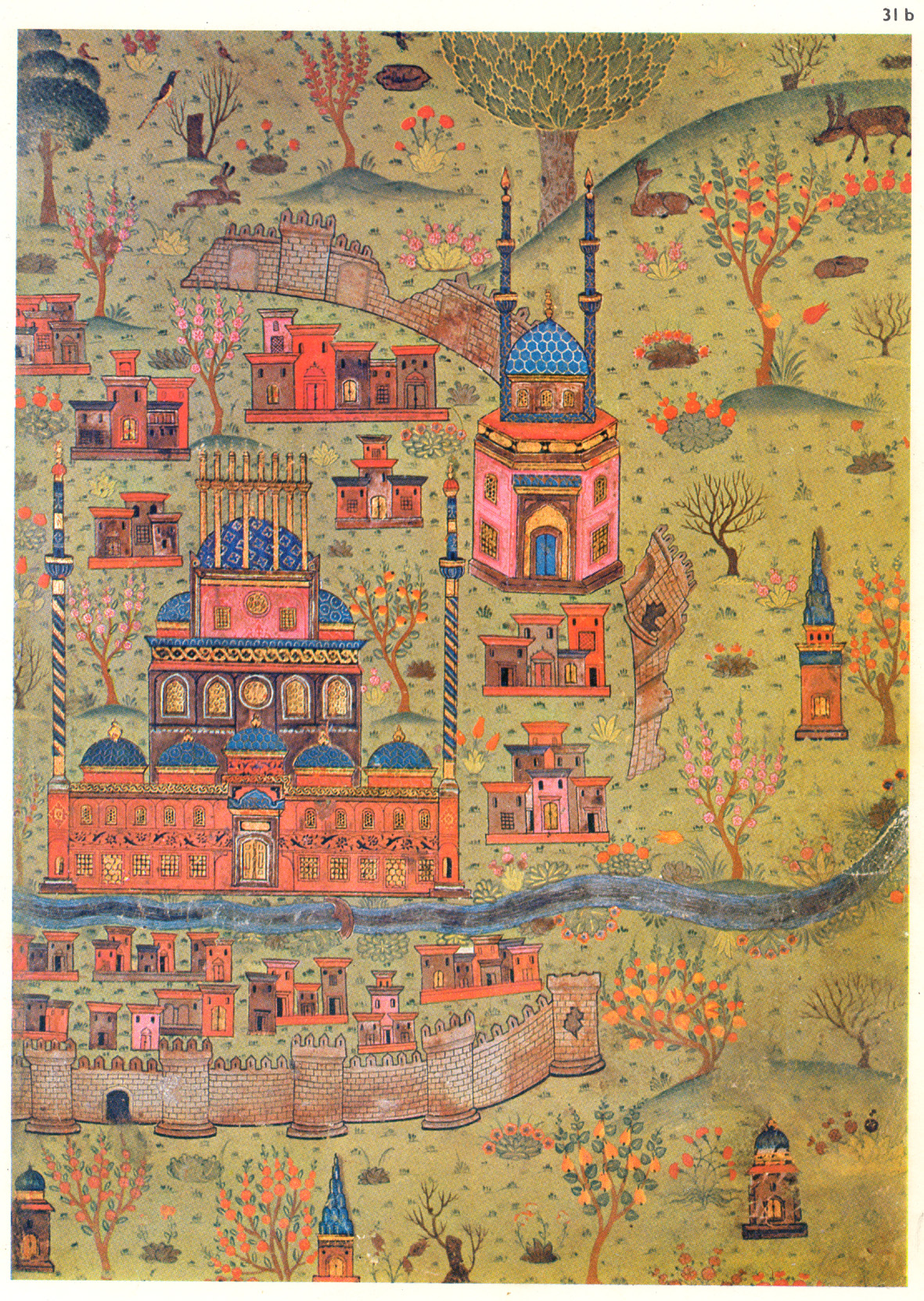

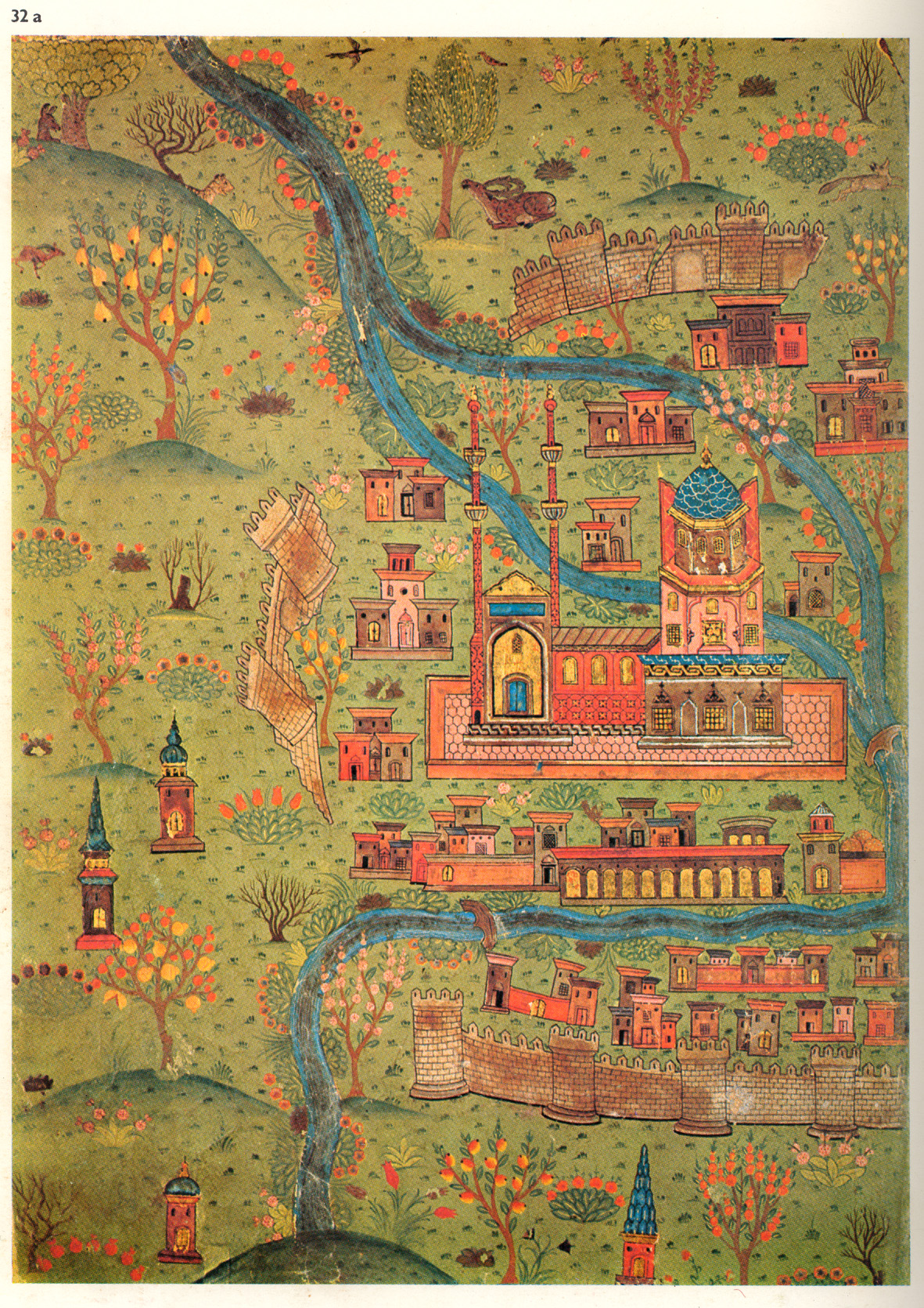

蘇丹尼耶（波斯語：‎，羅馬化：Sultānīyeh）是伊朗的城市，位於該國西北部，由贊詹省負責管轄，距離首府贊詹約45公里，海拔高度1,784米，2012年人口5,968。“苏丹尼耶”意为“苏丹之城”，在《元史·地理志·西北地附录》、元《经世大典》图中亦称孙丹尼牙，13世纪末由伊儿汗国的君主阿鲁浑始建，1304年被完者都立为首都，完者都陵便在该城。2005年联合国教科文组织认定为世界遗产。

## 外部連結
- Official website
- World Heritage profile（页面存档备份，存于）
- Video of Soltaniyeh （页面存档备份，存于）
- Farnoush Tehrāni, The Crown of All Domes, in Persian, Jadid Online, 31 December 2009,.[2]
• Audio slideshow:[3] (6 min 45 sec).